# Сан-Льйоренте
Сан-Льйоренте (ісп. San Llorente) — муніципалітет в Іспанії, у складі автономної спільноти Кастилія-і-Леон, у провінції Вальядолід. Населення — 165 осіб (2010).
Муніципалітет розташований на відстані близько 140 км на північ від Мадрида, 55 км на схід від Вальядоліда.

## Демографія
Динаміка населення (INE ):